# G. P. Wolber
O Grande Prêmio Wolber foi uma corrida ciclista profissional que se organizava em França.
Esta corrida estava considerada como o Campeonato do Mundo de Ciclismo não oficial, já que só eram convidados a participar os três melhores classificados das principais corridas da França, Itália, Bélgica e Suíça. A primeira edição desta corrida disputou-se em 1922. A criação do Campeonato Mundial de Ciclismo em Estrada supôs uma progressiva perda de prestígio da corrida, que acabou desaparecendo em 1931.
O suíço Henri Suter foi o único capaz de conseguir mais de uma vitória (duas).

## Palmarés
| Ano  | Vencedor | Segundo | Terceiro |
| 1922 | Heiri Suter | Félix Sellier | Jean Hillarion |
| 1923 | Émile Masson | Henri Pélissier | Jean Rossius |
| 1924 | Costante Girardengo | Henri Pélissier | Félix Sellier |
| 1925 | Heiri Suter | Romain Bellenger | Adelin Benoît |
| 1926 | Francis Pélissier | Kastor Notter | Ferdinand Le Drogo |
| 1927 | Alléluia Pierre Magne, Antonin Magne, Marius Gallottini, Julien Moineau, Andrè Devauchelle, Andrè Canet, Arsène Alancourt | Alléluia Pierre Magne, Antonin Magne, Marius Gallottini, Julien Moineau, Andrè Devauchelle, Andrè Canet, Arsène Alancourt | Alléluia Pierre Magne, Antonin Magne, Marius Gallottini, Julien Moineau, Andrè Devauchelle, Andrè Canet, Arsène Alancourt |
| 1928 | Julien Vervaecke | Nicolas Frantz | Denis Verschueren |
| 1929 | Alfred Hamerlinck | Jules Merviel | Hector Martin |
| 1930 | Georges Ronsse | Joseph Demuysere | Victor Fontan |
| 1931 | Romain Gijssels | Alfred Hamerlinck | Georges Ronsse |